# Alexander IV. Aigos
Alexander IV. Aigos (altgriechisch Ἀλέξανδρος Aléxandros; *  323 v. Chr.; † 310 v. Chr. [bisweilen wird in modernen Darstellungen auch 311 bzw. 309 v. Chr. erwogen]) war Sohn Alexander des Großen und der sogdischen Prinzessin Roxane. Er war der Alleinerbe des von seinem Vater aufgebauten Königreiches, das sich von Makedonien bis zu westlichen Teilen von Indien erstreckte.

## Geburt
Nach dem Tod Alexanders des Großen sicherte der Heerführer Perdikkas für den noch ungeborenen Alexander IV. die Rechte an der Nachfolge. Die makedonische Heeresversammlung rief aber den geistesschwachen Halbbruder Alexanders des Großen, Philipp III. Arrhidaios, zum König aus. Als Roxane kurz darauf Alexander IV. Aigos das Leben schenkte, wurde dieser auf Druck des Perdikkas und mit dem Einverständnis Philipps III. ebenfalls zum König ausgerufen. Jedoch führte Perdikkas als Regent das Reich.

## Die Regenten
Perdikkas führte ein strenges Regiment. Doch nach einem militärischen Misserfolg in Ägypten kam es zu Unruhen innerhalb der Armee, die schließlich zur Ermordung des Perdikkas im Jahre 320 v. Chr. führten. Peithon und Arrhidaios traten seine Nachfolge an. Kurz darauf wurde auf der Konferenz von Triparadeisos Antipater als Regent von Makedonien gewählt. Antipater zwang sowohl Philipp III. und seine Gattin Eurydike als auch Alexander IV. und seine Mutter Roxane, ihn mit nach Makedonien zu begleiten. Im folgenden Jahr starb Antipater und hinterließ die Regentschaft nicht seinem Sohn Kassander, sondern seinem Freund Polyperchon. Dies führte zum zweiten Diadochenkrieg.

## Bürgerkrieg
Kassander verbündete sich mit Ptolemaios I., Antigonos I. Monophthalmos und Eurydike, der Frau des Philipp Arrhidaios, und erklärte Polyperchon, der mit Olympias, der Mutter Alexanders des Großen, verbündet war, den Krieg.
Anfangs behielt Polyperchon die Oberhand. Doch 318 v. Chr. musste er eine Niederlage hinnehmen und floh zusammen mit Olympias, Alexander IV. und Roxane zu Aiakides nach Epirus. Kurz darauf verließ Kassander Makedonien und überließ die Herrschaft der Eurydike. Olympias konnte Aiakides dazu überreden, mit ihnen gegen Makedonien zu ziehen. Die makedonische Armee wagte nicht, gegen Alexander IV., den rechtmäßigen Thronfolger, zu kämpfen, und Philipp III. und Eurydike blieb nur die Flucht. Sie wurden jedoch gefasst und am 25. Dezember 317 v. Chr. hingerichtet. Nun war Alexander der Alleinherrscher mit Polyperchon als Regent.
316 v. Chr. kehrte Kassander zurück und eroberte Makedonien erneut. Sofort ließ er Olympias hinrichten und Alexander und Roxane in Amphipolis gefangen halten. 311 v. Chr., nach dem dritten Diadochenkrieg, wurde im Diadochenfrieden bestimmt, dass Alexander, wenn er volljährig wäre, die Alleinherrschaft antreten solle.

## Tod
310 v. Chr. forderten die Anhänger des Königshauses, dass Alexander nun die Regentschaft übernehmen solle. Um seine eigene Herrschaft demgegenüber zu sichern, befahl Kassander Glaukias, dem Wächter des Alexander, diesen und Roxane zu töten. So wurden der 13-jährige König und seine Mutter vergiftet.
Seit der Hinrichtung Philipps III. 317 v. Chr. wurde Alexander IV. auch als König von Ägypten verehrt. Nach seinem Tod wurde die Zeitrechnung unter seinem Namen fortgeführt, bis Ptolemaios I. den Thron von Ägypten bestieg.